# Stephen Appleton

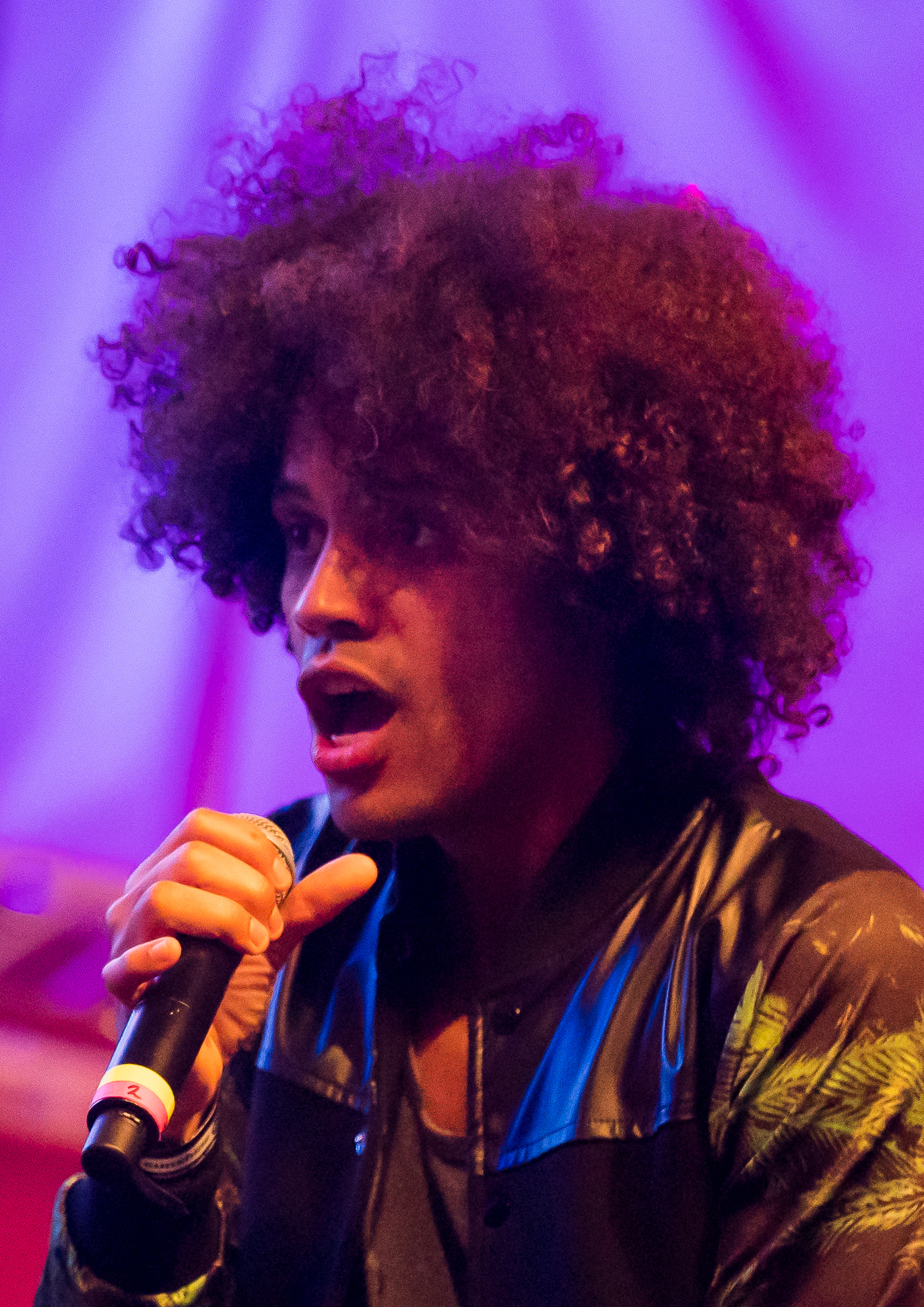
Stephen Appleton in Mannheim bei sunshine live „Die 90er – Live On Stage“ (2016)

Stephen Appleton (* 1980 in Monrovia, Liberia) ist ein deutscher Schauspieler.

## Leben
Stephen Appleton wuchs bilingual mit Deutsch und Englisch als Muttersprachen auf. Mit 10 Jahren kam er nach Deutschland. Er besuchte Schulen in Monrovia, Bonn und Addis Abeba (Äthiopien) und machte sein Abitur an der Michael-Grzimek-Schule in Nairobi (Kenia).
Appleton, der ursprünglich Medizin studieren wollte und auch bereits einen festen Studienplatz zugewiesen bekommen hatte, entschied sich dann jedoch für die Schauspielerei. Seine Schauspielausbildung absolvierte er von 2002 bis 2006 an der Arturo Schauspielschule in Köln. Seither ist er als freier Schauspieler tätig.
2006 gastierte er am Prinz Regent Theater in Bochum in Doris Plenerts Inszenierung des Theaterstücks Krankheit der Jugend. 2007 spielte er am Theater Heilbronn die Hauptrolle des Jim Knopf im Kinder- und Jugendtheaterstück Jim Knopf und Lukas der Lokomotivführer. 2008 gehörte er zum Ensemble der Luisenburg-Festspiele Wunsiedel, u. a. als Knecht im Kult-Musical Der Watzmann ruft von Wolfgang Ambros.
In der Spielzeit 2008/09 war er am Tiroler Landestheater engagiert. Im Oktober 2009 trat er am „Theater Kosmos“ in Bregenz in der deutschsprachigen Erstaufführung von Richard Beans Stück Die Gottesbelästigung auf.
Ab 2010 gehörte er zum Ensemble des Comedy-Duos „Fischer und Jung“, unter dessen Regie er in der Rolle „The Rock“ in Ladies Night – Ganz oder gar nicht auftrat, u. a. 2011 im Stratmanns Theater Essen.
2012 spielte er den Little John in Robin Hood beim Freilichttheater Satzvey auf der Burg Satzvey. 2014 war er dort der Deadwood Dick in Es war einmal im Wilden Westen.
2015 gastierte am Grenzlandtheater Aachen in Zwei wie Bonnie und Clyde. Von September bis November 2016 war er dort als Crooks in John Steinbecks Von Mäusen und Menschen zu sehen.
Im Sommer 2018 gastierte er mit der Hauptrolle des Driss in Ziemlich beste Freunde bei den Burgfestspielen Bad Vilbel. Von 2018 bis 2020 war er festes Ensemblemitglied am Theater Koblenz, wo er im klassischen und im modernen Bühnenrepertoire zu sehen war, u. a. als Puck in Shakespeares Ein Sommernachtstraum, in Goldonis Der Diener zweier Herren und in Tony Kushners Theaterstück Engel in Amerika. In der Spielzeit 2018/19 spielte er am Theater Koblenz den Claudio in Maß für Maß. In der Spielzeit 2019/20 übernahm er dort den Conferencier im Musical Chicago.
Appleton hatte außerdem regelmäßig Engagements an Kölner Bühnen, u. a. am Artheater Köln und am  Kölner Künstler Theater. Im Rahmen von Theaterfestivals und bei Gastspielen trat er in Istanbul und in Linz auf.
Appleton stand auch für verschiedene Film- und TV-Produktionen vor der Kamera. In der Inga-Lindström-Verfilmung Schmetterlinge im Bauch, die im Januar 2022 im Rahmen der ZDF-„Herzkino“-Reihe erstausgestrahlt wurde, spielte er Karl, den Cousin der männlichen Hauptfigur Love (Max Woelky), mit dem er gemeinsam einen Wettstreit um das Erbe des Großvaters austrägt.
In der 19. Staffel der ZDF-Serie SOKO Köln übernahm Appleton Anfang 2023 im Ermittlerteam in der Nachfolge von Thomas Clemens die Rolle des Gerichtsmediziners Dr. Adam Makena.
Appleton ist auch als Hörspielsprecher tätig. Mit der deutschen Pop-Sängerin Lyane Leigh wirkte er ab 2015 gemeinsam bei dem Dancefloor-Projekt E-Rotic mit.
Appleton lebt in Köln.

## Filmografie (Auswahl)
- 2017: Einstein: Schwerkraft (Fernsehserie, eine Folge)
- 2019: Herz über Kopf: Polizeischutz (Fernsehserie, eine Folge)
- 2020: Wilsberg: Bielefeld 23 (Fernsehreihe)
- 2020: SOKO Köln: Schrei nach Liebe (Fernsehserie, eine Folge)
- 2022: Inga Lindström: Schmetterlinge im Bauch (Fernsehfilm)
- seit 2023: SOKO Köln (Fernsehserie, Serienrolle)

## Hörspiele (Auswahl)
- 2005: Robert Schneider: Kristus – das unerhörte Leben des Jan Beukels (2 Teile) (Pauwel) – Regie: Jörg Schlüter (Hörspielbearbeitung – WDR)
- 2006: Martin Stümper, Boris Heinrich: Can't get you out of my head – Die Invasion der Ohrwürmer (Komparse) – Regie: Petra Feldhoff (Original-Hörspiel – WDR)
- 2019: Dunja Arnaszus: Außergewöhnliche Belastung (Wolf von der Heeresschlucht) – Regie: Dunja Arnaszus (Originalhörspiel, Kriminalhörspiel – WDR/DLR)
- 2021: Margaret Mitchell: Vom Wind verweht – Die Prissy Edition. Scarlett und Prissy (9.–10. und 13.–16. Teil) (Elias) – Regie: Jörg Schlüter (Hörspielbearbeitung – WDR)